# Kickboxer 3. – A küzdés művészete
A Kickboxer 3. – A küzdés művészete (eredeti cím: Kickboxer 3: The Art of War) 1992-ben bemutatott amerikai harcművészeti film, a Kickboxer-filmek harmadik része (egyben az első olyan Kickboxer-folytatás, mely közvetlenül csak videókazettán jelent meg). Dennis A. Pratt forgatókönyve alapján Rick King rendezte. A főszerepben az előző részhez hasonlóan Sasha Mitchell és Dennis Chan látható.
Folytatása 1994-ben jelent meg, Kickboxer 4. – Az agresszor címmel.

## Cselekmény
A film elején fiatal lány menekül egy dzsungelben: a Brazíliában gyermekprostituáltakat kihasználó bűnszervezetet vezető, amerikai Frank Lane emberei üldözik. A fogságba eső lányt Lane személyesen végzi ki, példát statuálva a többi szexrabszolga előtt.
A kick-box bajnok David Sloane és edzője, Xian Rio de Janeiróba érkezik egy bajnokságra. Sloane fényképezőgépét ellopja egy utcagyerek, de a férfi vissza tudja szerezni tulajdonát. A fiú, Marcos követi őket szállodájukba, ezután Xian a nővérével, a gyönyörű Isabellával együtt meghívja őt ebédre és összebarátkoznak egymással.
Egy jótékonysági kick-box gálán Sloane elvállalja a ringsegédi pozíciót egy fiatal harcos felkérésére. Ellenfele, a Lane által menedzselt argentin Eric Martine, egyben Sloane leendő ellenfele, brutálisan összeveri a fiút és Sloane-nak kell közbeavatkoznia. Lane bocsánatot kér versenyzője viselkedéséért és elhívja Sloane-ékat a partijára.
A partira Sloane Marcos és Isabella társaságában érkezik, a lány pedig felkelti Lane érdeklődését, aki később elraboltatja őt. Marcos Sloane-hoz fordul segítségért, majd szembesülnek azzal, hogy a helyi, túlterhelt rendőrség tehetetlen az ügyben. Sloane és Xian magánnyomozásba kezd, de letartóztatják őket. Lane leteszi értük az óvadékot, ám idővel rájönnek, hogy épp ő áll Isabella eltűnésének hátterében. Kérdőre vonják a férfit, aki fogságba ejti őket. Sloane-t Lane kíméletlen testedzésre kényszeríti, ezzel bebiztosítva Martine győzelmét a közelgő mérkőzésen. A verseny előtt szabadon engedi foglyait, azzal a feltétellel, hogy ha Sloane nem jelenik meg a meccsen, Isabellának örökre nyoma veszik. Marcos segítségével Xian természetgyógyász eszközökkel enyhíteni tudja Sloane kimerültségét.
A versenyen Sloane legyőzi Martine-t, anyagi csődbe juttatva Lane-t, és Xian is kiszabadítja Isabellát. Isabella tájékoztatja a többieket a fogságban tartott lányokról, ezért Sloane őket is kimenti. Lane fegyvert szegez Sloane-ra, de Marcos halálra késeli a férfit.
A film végén a helyi rendőrőrmester eltussolja Lane meggyilkolását, Sloane pedig elintézi, hogy Marcos és Isabella iskolába járhasson.

## Szereplők
| Színész           | Szerep       | Magyar hang     |
| ----------------- | ------------ | --------------- |
| Sasha Mitchell    | David Sloane | Bor Zoltán      |
| Dennis Chan       | Xian Chow    | Varga T. József |
| Richard Comar     | Lane         | Jakab Csaba     |
| Noah Verduzco     | Marcos       | Szvetlov Balázs |
| Alethea Miranda   | Isabella     | N/A             |
| Milton Gonçalves  | őrmester     | N/A             |
| Ricardo Petráglia | Alberto      | N/A             |
| Gracindo Júnior   | Pete         | N/A             |
| Miguel Oniga      | Marcello     | N/A             |

## A film készítése
Egy interjúban a rendező, King elmondta, hogy a többi stábtaggal együtt neki is különösen nehéz volt együtt dolgoznia Mitchell-lel a forgatás során. A színészt ugyanis súlyos hangulatingadozások jellemezték és fizikai erőszakkal is megfenyegette a rendezőt.

## Fordítás
- Ez a szócikk részben vagy egészben  a   Kickboxer 3 című angol Wikipédia-szócikk fordításán alapul.  Az eredeti cikk szerkesztőit annak laptörténete sorolja fel. Ez a jelzés csupán a megfogalmazás eredetét és a szerzői jogokat jelzi, nem szolgál a cikkben szereplő információk forrásmegjelöléseként.